# 世紀蓮体育中心
世紀蓮体育中心（せいきれんたいいくちゅうしん、拼音: Shìjìlián Tǐyùzhōngxīn）は、中華人民共和国の広東省仏山市にある多目的スタジアム。

## 概要
主にサッカーの試合に用いられる。収容人数は36,686人、敷地面積は53,421平方メートル。隣に屋内水泳プールと体育館を併設しており、水泳プールは2,800人収容。水泳プールは2010年アジア競技大会においてシンクロナイズドスイミングの会場となった。
2007年には、2010 FIFAワールドカップ・アジア予選のサッカー中国代表対ミャンマー代表の試合会場として用いられた。また、2010年には越秀山体育場が改修工事を行ったため、当時中国サッカー・甲級リーグに所属していた広州恒大が一時的にホームスタジアムとして利用していた。
インドのデリーにあるジャワハルラール・ネルー・スタジアムと同じくGMP Architectsが設計を手がけており、スタジアムの外観も似たようなものとなっている。

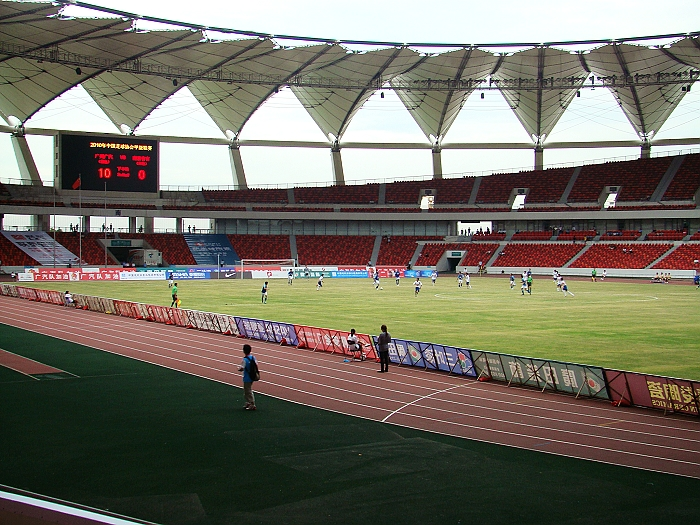
スタジアム内の様子

## 交通アクセス
最寄りの駅は仏山地下鉄1号線世紀蓮駅。